# Maxera nigrocollaris
Maxera nigrocollaris är en fjärilsart som beskrevs av Saalmüller 1891. Maxera nigrocollaris ingår i släktet Maxera och familjen nattflyn. Inga underarter finns listade i Catalogue of Life.